# 팜플레무스구

팜플레무스 구

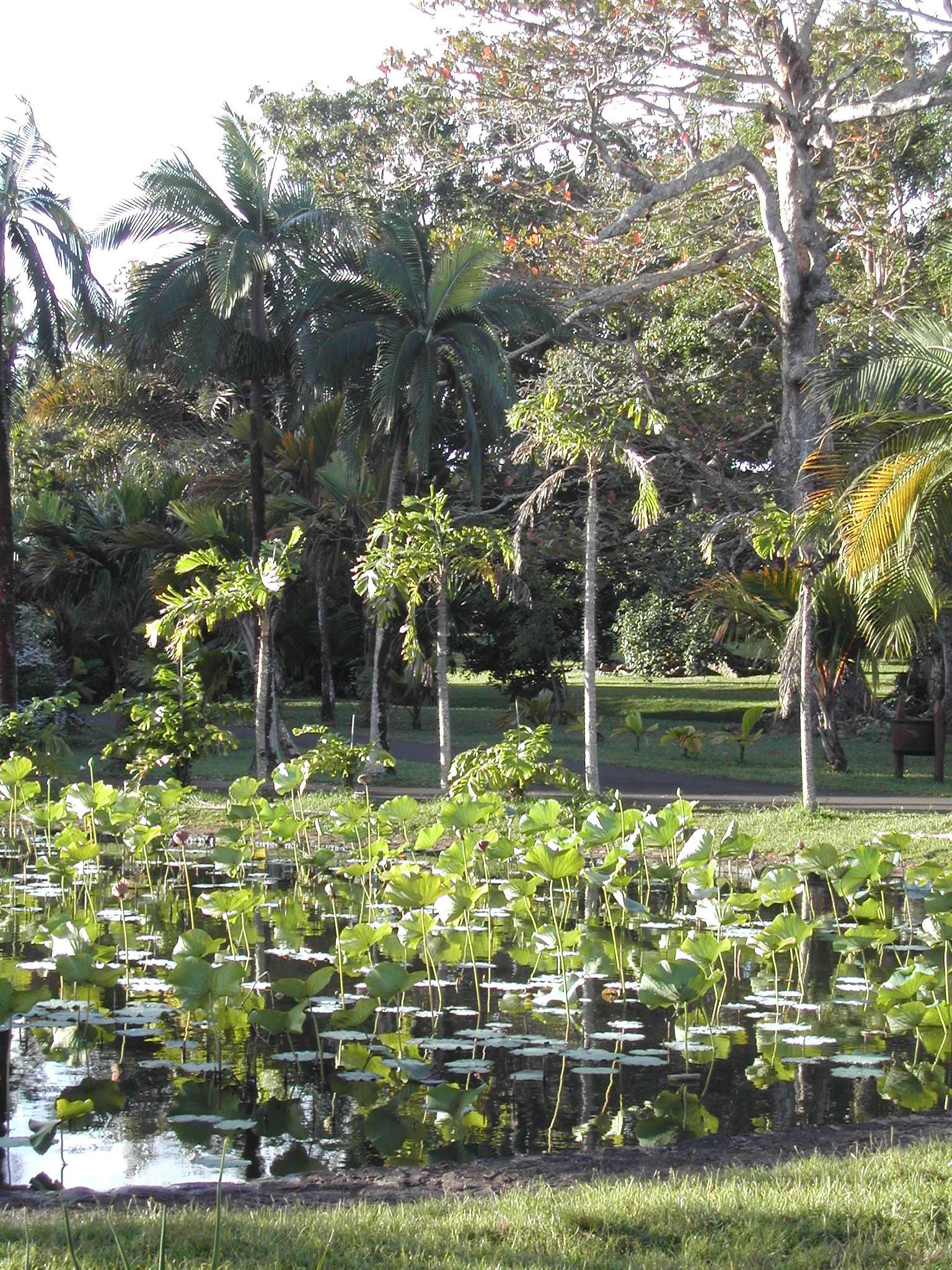
팜플레무스 식물원

팜플레무스구(Pamplemousses District)는 모리셔스 북부에 위치한 구로 행정 중심지는 트레올레(Triolet)이며 면적은 179km2, 인구는 122,352명(2000년 기준)이다. 구 이름은 프랑스어로 "그레이프프루트"를 뜻한다.

## 같이 보기
- 모리셔스의 행정 구역